# Simone Pafundi
Simone Pafundi (Monfalcone, 14 marzo 2006) è un calciatore italiano, centrocampista o attaccante dell'Udinese e della nazionale Under-21 italiana.

## Biografia
Nato a Monfalcone, in provincia di Gorizia, da genitori napoletani, ha un fratello maggiore, Andrea (2004), giocatore di calcio a 5.

## Caratteristiche tecniche
Considerato uno dei migliori talenti del calcio europeo, Pafundi è un trequartista brevilineo, apprezzato principalmente per il controllo di palla, la visione di gioco e la rapidità, caratteristiche che lo rendono pericoloso come rifinitore e realizzatore. Mancino, si ispira all'ex capitano e attaccante dell'Udinese Antonio Di Natale. È stato paragonato anche a Lionel Messi per le sue movenze e il suo controllo palla.
Nel 2023 è stato inserito nella lista dei migliori sessanta calciatori nati nel 2006, stilata dal quotidiano inglese The Guardian.

## Carriera

### Club

#### Udinese
Inizia la carriera calcistica con il club della sua città natale, il Monfalcone. Nel 2014 è acquistato dall'Udinese, dopo essere stato notato dagli osservatori della società friulana durante un torneo giovanile.
Nella stagione 2021-2022, si mette in luce giocando da titolare nella formazione Primavera del club friulano, militante nel Campionato Primavera 2; tali prestazioni gli valgono il suo primo contratto da professionista con i bianconeri. Il 22 maggio 2022, a soli 16 anni e 2 mesi, esordisce in Serie A, sostituendo Roberto Pereyra al 68' dell'ultima partita di campionato vinta sul campo della Salernitana (0-4).
Nella stagione successiva Pafundi viene promosso in prima squadra, guidata dal tecnico Andrea Sottil. Trova i primi minuti stagionali il 5 febbraio 2023, in occasione della partita di campionato persa 1-0 in casa del Torino. Chiude la stagione con 8 presenze in Serie A, tutte da subentrato.

#### Prestito al Losanna
Nell'agosto del 2023, rinnova il proprio contratto con l'Udinese fino al 2026. Tuttavia, non avendo trovato spazio nelle gerarchie dell'allenatore Gabriele Cioffi, il 25 gennaio 2024 viene ceduto in prestito al Losanna, squadra della massima serie svizzera, fino alla fine dell'anno solare, con diritto di riscatto fissato a 15 milioni di euro. Debutta con il Losanna il 31 gennaio 2024, subentrando a Kaly Sène al 66' minuto dell'incontro di campionato in casa dello Zurigo, conclusosi sul 2-2. Il 10 marzo dello stesso anno segna il suo primo gol fra i professionisti, aprendo le marcature della sfida di campionato contro il Servette, poi persa per 3-1. In tutto mette insieme 20 presenze e un gol prima di far ritorno all'Udinese nel gennaio 2025.

### Nazionale

#### Nazionali giovanili
Pafundi ha giocato inizialmente nelle nazionali giovanili Under-16 e Under-17.
Nel maggio del 2023, viene inserito dal selezionatore Carmine Nunziata nella lista dei convocati per il Mondiale Under-20 in Argentina; dove realizza un gol decisivo su punizione nella semifinale vinta per 2-1 contro la Corea del Sud, prima che l'Italia ottenga il secondo posto, in seguito alla sconfitta in finale contro l'Uruguay (1-0). Nel luglio del 2024, con il selezionatore Bernardo Corradi, ha disputato l’Europeo Under-19.
Il 19 novembre 2024 ha esordito con la nazionale Under-21, partendo da titolare nella partita amichevole contro l'Ucraina (2-2) disputata a La Spezia.

#### Nazionale maggiore
Nel novembre del 2022 è stato incluso dal CT della nazionale, Roberto Mancini, nella lista dei convocati per le partite amichevoli contro Albania e Austria. Ha quindi esordito il 16 novembre 2022, a 16 anni e 8 mesi, entrando in campo al 90' in sostituzione di Marco Verratti nella partita vinta per 3-1 contro l'Albania a Tirana.

## Statistiche

### Presenze e reti nei club
Statistiche aggiornate al 18 agosto 2025.
| Stagione        | Squadra         | Campionato      | Campionato | Campionato | Coppe nazionali | Coppe nazionali | Coppe nazionali | Coppe continentali | Coppe continentali | Coppe continentali | Altre coppe | Altre coppe | Altre coppe | Totale | Totale |
| Stagione        | Squadra         | Comp            | Pres       | Reti       | Comp            | Pres            | Reti            | Comp               | Pres               | Reti               | Comp        | Pres        | Reti        | Pres   | Reti   |
| --------------- | --------------- | --------------- | ---------- | ---------- | --------------- | --------------- | --------------- | ------------------ | ------------------ | ------------------ | ----------- | ----------- | ----------- | ------ | ------ |
| 2021-2022       | Udinese         | A               | 1          | 0          | CI              | 0               | 0               | -                  | -                  | -                  | -           | -           | -           | 1      | 0      |
| 2022-2023       | Udinese         | A               | 8          | 0          | CI              | 0               | 0               | -                  | -                  | -                  | -           | -           | -           | 8      | 0      |
| 2023-gen. 2024  | Udinese         | A               | 1          | 0          | CI              | 1               | 0               | -                  | -                  | -                  | -           | -           | -           | 2      | 0      |
| gen.-giu. 2024  | Losanna         | SL              | 17         | 1          | CS              | -               | -               | -                  | -                  | -                  | -           | -           | -           | 17     | 1      |
| 2024-gen. 2025  | Losanna         | SL              | 2          | 0          | CS              | 1               | 0               | -                  | -                  | -                  | -           | -           | -           | 3      | 0      |
| Totale Losanna  | Totale Losanna  | Totale Losanna  | 19         | 1          |                 | 1               | 0               |                    | -                  | -                  |             | -           | -           | 20     | 1      |
| gen.-giu. 2025  | Udinese         | A               | 9          | 0          | CI              | -               | -               | -                  | -                  | -                  | -           | -           | -           | 9      | 0      |
| 2025-2026       | Udinese         | A               | 0          | 0          | CI              | 1               | 0               | -                  | -                  | -                  | -           | -           | -           | 1      | 0      |
| Totale Udinese  | Totale Udinese  | Totale Udinese  | 19         | 0          |                 | 2               | 0               |                    | -                  | -                  |             | -           | -           | 21     | 0      |
| Totale carriera | Totale carriera | Totale carriera | 38         | 1          |                 | 3               | 0               |                    | -                  | -                  |             | -           | -           | 41     | 1      |

### Cronologia presenze e reti in nazionale
| Cronologia completa delle presenze e delle reti in nazionale ― Italia | Cronologia completa delle presenze e delle reti in nazionale ― Italia | Cronologia completa delle presenze e delle reti in nazionale ― Italia | Cronologia completa delle presenze e delle reti in nazionale ― Italia | Cronologia completa delle presenze e delle reti in nazionale ― Italia | Cronologia completa delle presenze e delle reti in nazionale ― Italia | Cronologia completa delle presenze e delle reti in nazionale ― Italia | Cronologia completa delle presenze e delle reti in nazionale ― Italia |
| Data                                                                  | Città                                                                 | In casa                                                               | Risultato                                                             | Ospiti                                                                | Competizione                                                          | Reti                                                                  | Note                                                                  |
| --------------------------------------------------------------------- | --------------------------------------------------------------------- | --------------------------------------------------------------------- | --------------------------------------------------------------------- | --------------------------------------------------------------------- | --------------------------------------------------------------------- | --------------------------------------------------------------------- | --------------------------------------------------------------------- |
| 16-11-2022                                                            | Tirana                                                                | Albania                                                               | 1 – 3                                                                 | Italia                                                                | Amichevole                                                            | -                                                                     | 90’                                                                   |
| Totale                                                                |                                                                       | Presenze                                                              | 1                                                                     |                                                                       | Reti                                                                  | 0                                                                     |                                                                       |

| Cronologia completa delle presenze e delle reti in nazionale ― Italia under 21 | Cronologia completa delle presenze e delle reti in nazionale ― Italia under 21 | Cronologia completa delle presenze e delle reti in nazionale ― Italia under 21 | Cronologia completa delle presenze e delle reti in nazionale ― Italia under 21 | Cronologia completa delle presenze e delle reti in nazionale ― Italia under 21 | Cronologia completa delle presenze e delle reti in nazionale ― Italia under 21 | Cronologia completa delle presenze e delle reti in nazionale ― Italia under 21 | Cronologia completa delle presenze e delle reti in nazionale ― Italia under 21 |
| Data                                                                           | Città                                                                          | In casa                                                                        | Risultato                                                                      | Ospiti                                                                         | Competizione                                                                   | Reti                                                                           | Note                                                                           |
| ------------------------------------------------------------------------------ | ------------------------------------------------------------------------------ | ------------------------------------------------------------------------------ | ------------------------------------------------------------------------------ | ------------------------------------------------------------------------------ | ------------------------------------------------------------------------------ | ------------------------------------------------------------------------------ | ------------------------------------------------------------------------------ |
| 19-11-2024                                                                     | La Spezia                                                                      | Italia under 21                                                                | 2 – 2                                                                          | Ucraina under 21                                                               | Amichevole                                                                     | -                                                                              | 58’                                                                            |
| 24-3-2025                                                                      | Cittadella                                                                     | Italia under 21                                                                | 1 – 1                                                                          | Danimarca under 21                                                             | Amichevole                                                                     | -                                                                              | 54’                                                                            |
| Totale                                                                         |                                                                                | Presenze                                                                       | 2                                                                              |                                                                                | Reti                                                                           | 0                                                                              |                                                                                |

| Cronologia completa delle presenze e delle reti in nazionale ― Italia under 20 | Cronologia completa delle presenze e delle reti in nazionale ― Italia under 20 | Cronologia completa delle presenze e delle reti in nazionale ― Italia under 20 | Cronologia completa delle presenze e delle reti in nazionale ― Italia under 20 | Cronologia completa delle presenze e delle reti in nazionale ― Italia under 20 | Cronologia completa delle presenze e delle reti in nazionale ― Italia under 20 | Cronologia completa delle presenze e delle reti in nazionale ― Italia under 20 | Cronologia completa delle presenze e delle reti in nazionale ― Italia under 20 |
| Data                                                                           | Città                                                                          | In casa                                                                        | Risultato                                                                      | Ospiti                                                                         | Competizione                                                                   | Reti                                                                           | Note                                                                           |
| ------------------------------------------------------------------------------ | ------------------------------------------------------------------------------ | ------------------------------------------------------------------------------ | ------------------------------------------------------------------------------ | ------------------------------------------------------------------------------ | ------------------------------------------------------------------------------ | ------------------------------------------------------------------------------ | ------------------------------------------------------------------------------ |
| 21-5-2023                                                                      | Mendoza                                                                        | Italia under 20                                                                | 3 – 2                                                                          | Brasile under 20                                                               | Mondiali Under-20 2023 - 1º turno                                              | -                                                                              | 75’                                                                            |
| 24-5-2023                                                                      | Mendoza                                                                        | Italia under 20                                                                | 0 – 2                                                                          | Nigeria under 20                                                               | Mondiali Under-20 2023 - 1º turno                                              | -                                                                              | 59’                                                                            |
| 27-5-2023                                                                      | Mendoza                                                                        | Rep. Dominicana under 20                                                       | 0 – 3                                                                          | Italia under 20                                                                | Mondiali Under-20 2023 - 1º turno                                              | -                                                                              | 41’ 46’                                                                        |
| 8-6-2023                                                                       | La Plata                                                                       | Italia under 20                                                                | 2 – 1                                                                          | Corea del Sud under 20                                                         | Mondiali Under-20 2023 - Semifinale                                            | 1                                                                              | 82’                                                                            |
| 11-6-2023                                                                      | La Plata                                                                       | Uruguay under 20                                                               | 1 – 0                                                                          | Italia under 20                                                                | Mondiali Under-20 2023 - Finale                                                | -                                                                              | 56’                                                                            |
| 10-10-2024                                                                     | Frosinone                                                                      | Italia under 20                                                                | 1 – 2                                                                          | Inghilterra under 20                                                           | Elite League                                                                   | -                                                                              | 69’                                                                            |
| 14-10-2024                                                                     | Coimbra                                                                        | Portogallo under 20                                                            | 1 – 1                                                                          | Italia under 20                                                                | Elite League                                                                   | -                                                                              | 55’                                                                            |
| Totale                                                                         |                                                                                | Presenze                                                                       | 7                                                                              |                                                                                | Reti                                                                           | 1                                                                              |                                                                                |

| Cronologia completa delle presenze e delle reti in nazionale ― Italia under 19 | Cronologia completa delle presenze e delle reti in nazionale ― Italia under 19 | Cronologia completa delle presenze e delle reti in nazionale ― Italia under 19 | Cronologia completa delle presenze e delle reti in nazionale ― Italia under 19 | Cronologia completa delle presenze e delle reti in nazionale ― Italia under 19 | Cronologia completa delle presenze e delle reti in nazionale ― Italia under 19 | Cronologia completa delle presenze e delle reti in nazionale ― Italia under 19 | Cronologia completa delle presenze e delle reti in nazionale ― Italia under 19 |
| Data                                                                           | Città                                                                          | In casa                                                                        | Risultato                                                                      | Ospiti                                                                         | Competizione                                                                   | Reti                                                                           | Note                                                                           |
| ------------------------------------------------------------------------------ | ------------------------------------------------------------------------------ | ------------------------------------------------------------------------------ | ------------------------------------------------------------------------------ | ------------------------------------------------------------------------------ | ------------------------------------------------------------------------------ | ------------------------------------------------------------------------------ | ------------------------------------------------------------------------------ |
| 11-10-2023                                                                     | Gornji Milanovac                                                               | Serbia under 19                                                                | 5 – 4                                                                          | Italia under 19                                                                | Amichevole                                                                     | -                                                                              | 60’                                                                            |
| 14-10-2023                                                                     | Stara Pazova                                                                   | Serbia under 19                                                                | 1 – 3                                                                          | Italia under 19                                                                | Amichevole                                                                     | 2                                                                              |                                                                                |
| 15-11-2023                                                                     | Borås                                                                          | Italia under 19                                                                | 7 – 0                                                                          | Liechtenstein under 19                                                         | Qual. Europeo Under-19 2024                                                    | -                                                                              | 46’                                                                            |
| 18-11-2023                                                                     | Borås                                                                          | Italia under 19                                                                | 0 – 1                                                                          | Svizzera under 19                                                              | Qual. Europeo Under-19 2024                                                    | -                                                                              |                                                                                |
| 21-11-2023                                                                     | Borås                                                                          | Svezia under 19                                                                | 2 – 2                                                                          | Italia under 19                                                                | Qual. Europeo Under-19 2024                                                    | 2                                                                              | 86’                                                                            |
| 17-1-2024                                                                      | Firenze                                                                        | Italia under 19                                                                | 0 – 3                                                                          | Spagna under 19                                                                | Amichevole                                                                     | -                                                                              | 63’                                                                            |
| 20-3-2024                                                                      | Lignano Sabbiadoro                                                             | Italia under 19                                                                | 3 – 1                                                                          | Scozia under 19                                                                | Qual. Europeo Under-19 2024                                                    | 1                                                                              |                                                                                |
| 23-3-2024                                                                      | Udine                                                                          | Italia under 19                                                                | 2 – 1                                                                          | Rep. Ceca under 19                                                             | Qual. Europeo Under-19 2024                                                    | 1                                                                              | 80’                                                                            |
| 26-3-2024                                                                      | Lignano Sabbiadoro                                                             | Italia under 19                                                                | 5 – 0                                                                          | Georgia under 19                                                               | Qual. Europeo Under-19 2024                                                    | 1                                                                              | 66’                                                                            |
| 15-7-2024                                                                      | Belfast                                                                        | Italia under 19                                                                | 2 – 1                                                                          | Norvegia under 19                                                              | Europeo Under-19 2024 - 1º turno                                               | -                                                                              | 85’                                                                            |
| 18-7-2024                                                                      | Larne                                                                          | Irlanda del Nord under 19                                                      | 0 – 3                                                                          | Italia under 19                                                                | Europeo Under-19 2024 - 1º turno                                               | -                                                                              |                                                                                |
| 21-7-2024                                                                      | Larne                                                                          | Ucraina under 19                                                               | 3 – 2                                                                          | Italia under 19                                                                | Europeo Under-19 2024 - 1º turno                                               | -                                                                              | 69’                                                                            |
| 25-7-2024                                                                      | Belfast                                                                        | Italia under 19                                                                | 0 – 1 dts                                                                      | Spagna under 19                                                                | Europeo Under-19 2024 - Semifinale                                             | -                                                                              |                                                                                |
| Totale                                                                         |                                                                                | Presenze                                                                       | 13                                                                             |                                                                                | Reti                                                                           | 7                                                                              |                                                                                |